# Habborsbergen
Habborsbergen är ett naturreservat i Härnösands kommun och Kramfors kommun i Västernorrlands län.
Området är naturskyddat sedan 2016 och är 468 hektar stort. Reservatet omfattar en östbrant ovanför Lutmyrån och två sjöar och består av grandominerad naturskog med stort inslag av lövträd.